# Grodzisk Mazowiecki Piaskowa
Grodzisk Mazowiecki Piaskowa – przystanek Warszawskiej Kolei Dojazdowej położony przy ul. Piaskowej w Grodzisku Mazowieckim.
W roku 2022 dzienna wymiana pasażerska na przystanku wyniosła 50-99 osób.
| Linia | Trasa | Takt       |
| ----- | --- | ---------- |
|       | Warszawa Śródmieście WKD – Pruszków WKD – Podkowa Leśna Główna – 'Grodzisk Maz. Piaskowa – Grodzisk Maz. Radońska | 30/60 min. |

## Opis przystanku

### Peron
Przystanek składa się z jednego peronu bocznego posiadającego jedną krawędź peronową. Na peronie znajduje się wiata przystankowa.

### Punkt sprzedaży biletów
Na terenie przystanku dostępny jest biletomat umożliwiający zakup biletów jednorazowych i okresowych.

### Przejazd kolejowy
Na północnej głowicy peronu, przy wejściu na przystanek, znajduje się przejazd kolejowy. Położony jest wzdłuż ul. Piaskowej.